# أليس أيكوك
أليس أيكوك (بالإنجليزية: Alice Aycock)‏ هي نحّاتة أمريكية، ولدت في 20 نوفمبر 1946 في هاريسبرج في الولايات المتحدة.

## وصلات خارجية
- الموقع الرسمي
- أليس أيكوك على موقع IMDb (الإنجليزية)